# Elecciones generales de Birmania de 2015
Las elecciones generales de Birmania de 2015 se celebraron el 8 de noviembre de 2015. Las autoridades sostenían que serían la culminación de la transición a la democracia iniciada en 2008 por la dictadura encabezada por la junta militar denominada Consejo de Estado para la Paz y el Desarrollo, cuando esta aprobó una ley fundamental o constitución que permitió a los militares conservar buena parte del poder que venían detentando en las décadas anteriores. Su resultado supuso un contundente triunfo de la opositora Liga Nacional para la Democracia (LND).

## Antecedentes
La junta militar que venía gobernando Birmania desde 1988 aprobó en 2008 una ley fundamental que —según ella— permitiría una transición a un régimen democrático. Dicha norma mantenía cuotas importantes de poder para las fuerzas armadas o Tatmadaw, como un 25% de representación en las dos cámaras legislativas, otro tanto en las asambleas regionales y el derecho a declarar el estado de emergencia. Sin embargo las elecciones legislativas de 2010 no ofrecieron al mundo una imagen democrática de Birmania, pues la organización política creada por los militares, el Partido de la Unión, la Solidaridad y el Desarrollo (USDP por sus siglas en inglés), obtuvo una muy amplia victoria al obtener oficialmente el 75% de los votos. El primer ministro, el general Thein Sein, fue nombrado presidente por el nuevo parlamento.

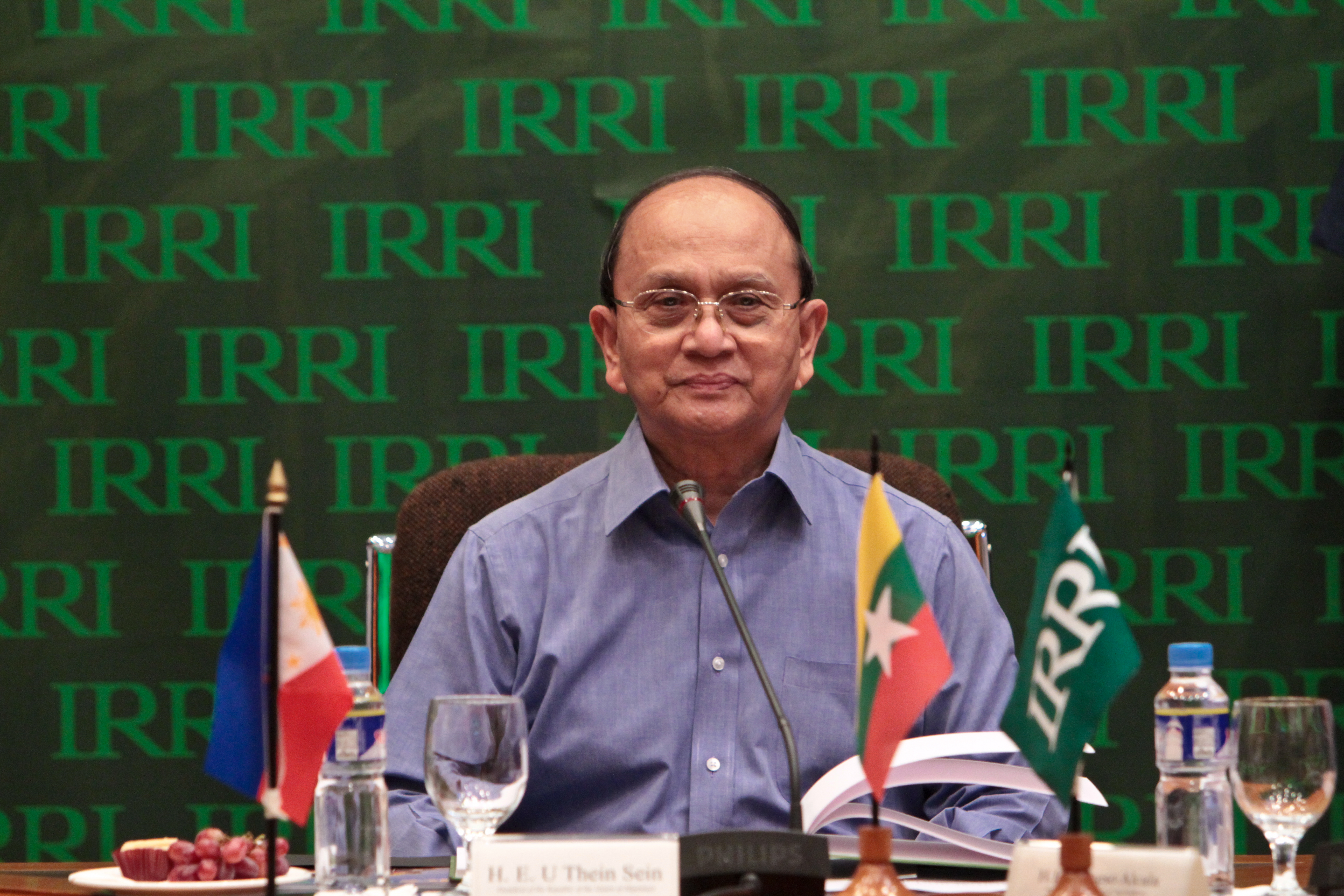
El presidente Thein Sein dijo desde 2011 que dirigía una transición a la democracia.

No obstante, el gobierno de Sein implantó ciertas reformas que permitieron a los observadores pensar que existían posibilidades de democratización del país: liberó a centenares de presos políticos, redujo la represión, relajó la censura, alcanzó acuerdos de alto el fuego con algunos de los grupos guerrilleros existentes y abrió el país al turismo y la inversión extranjera. Todo ello culminó en unas elecciones parciales celebradas en 2012 en las que la Liga Nacional para la Democracia (LND) —principal fuerza opositora liderada por Aung San Suu Kyi— aceptó participar y obtuvo una aplastante victoria. El resultado proporcionó un pequeño grupo parlamentario a la LND.
Por otra parte, durante los años anteriores a la cita electoral creció un fuerte movimiento ultranacionalista basado en el predominio del budismo y fuertemente antimusulmán liderado por la Asociación para la Protección de la Raza y la Religión, conocida como Ma Ba Tha. Dirigida por monjes influyentes, como Ashin Wirathu, esta corriente demostró tener gran influencia en el electorado y consiguió que se aprobaran restricciones legales para la celebración de matrimonios interreligiosos.
La minoría más atacada por este sector fue la rohingya, compuesta por alrededor de un millón de musulmanes residentes en el Estado de Arakán. Estos son considerados por el Ma Ba Tha y gran parte de la población como meros inmigrantes procedentes de Bangladés y fueron privados del derecho al voto en las elecciones.

## Principales partidos
De los 664 asientos de las dos cámaras parlamentarias, solo 498 serían resueltos en las elecciones, ya que la cuarta parte estaban reservados a los militares. Noventa y tres partidos presentaron candidaturas para obtener el apoyo de los treinta millones de birmanos con derecho a voto. Los más importantes eran:

### Partido para la Unión, la Solidaridad y el Desarrollo
El USDP fue formado por los militares como instrumento para realizar su particular transición a una democracia «disciplinada» y obtuvo una amplísima mayoría en las elecciones de 2010. Sin embargo, fue cobrando cierta personalidad propia a lo largo del proceso. Parecía que el presidente Sein no aspiraba a un segundo mandato, y el partido estaba siendo liderado por el presidente del parlamento Thura Shwe Mann. Este fue dando protagonismo al parlamento y obtuvo fama de político moderado y flexible, además de claros apoyos en los Estados Unidos y China. En 2015 mantuvo negociaciones con la líder opositora Aung San Suu Kyi y permitió que en junio se celebrara una votación para introducir ciertas enmiendas a la ley fundamental tendentes a democratizarla. Aunque el propio Shwe Mann apoyó las enmiendas, estas no prosperaron. Esta aproximación a la oposición provocó que el presidente Sein diera un golpe de mano durante una reunión partidaria celebrada en agosto. La policía rodeó el recinto y Sein realizó una purga dentro de la USDP privando de poder a Shwe Mann.
El USDP apoyó las reformas legislativas impulsadas por el Ma Ba Tha y recibió el apoyo de varios monjes próximos a esta organización, incluido el mismo Wirathu, quien considera que es el único partido capaz de defender el budismo y la raza birmana.

### Liga Nacional para la Democracia

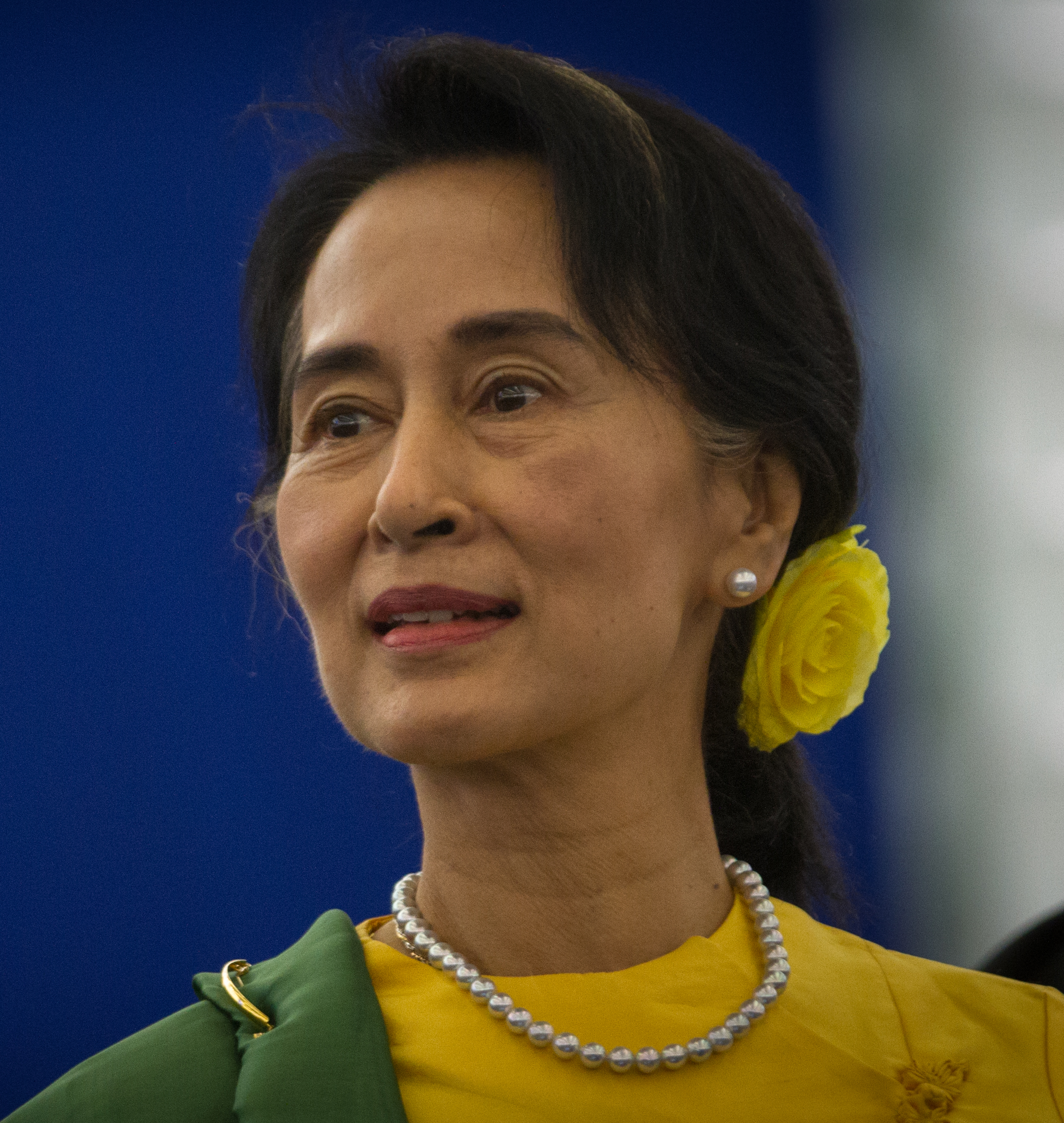
Aung San Suu Kyi lideró la oposición a la dictadura durante décadas.

La LND era considerada la principal fuerza política del país. Estaba dirigida por Aung San Suu Kyi, líder de la oposición a la dictadura militar e hija de Aung San, quien fuera primer presidente de Birmania. No obstante, Suu Kyi no podía ser candidata a la presidencia del país porque la constitución impuesta por los militares prohibía el acceso al cargo a personas casadas con un súbdito extranjero o que tuvieran hijos con un extranjero, y ella era viuda de un ciudadano británico del que tuvo dos hijos con la misma nacionalidad.
La reserva de un cuarto de los puestos para los militares obligaba a la Liga a obtener las dos terceras partes de los asientos en liza para poder tener mayoría y, aun en tal caso, la proscripción de su líder podría convertir a Suu Kyi en un líder en la sombra. Pero se estimaba más probable que se viera obligada a negociar con el Tatmadaw y con los pequeños partidos regionales de base étnica que podían obtener representación parlamentaria.
La LND recibió críticas del exterior por no oponerse de forma expresa a la política antimusulmana de la Ma Ba Tha, por su decisión de no presentar ningún candidato musulmán y por no defender a los rohingya. A pesar de esta postura contemporizadora, el partido fue acusado por la Ma Ba Tha de estar controlado por los musulmanes.

## Resultados
Ya desde el inicio del recuento se observó una clara tendencia al triunfo contundente de la opositora LND, hasta el punto de que el secretario general del gobernante USDP reconoció la derrota al día siguiente. No obstante, la oposición era prudente dadas anteriores experiencias. Pero pocos días después, y con el 84,6% del voto escrutado, se confirmó que la LND había obtenido ya la mayoría absoluta en el Parlamento al conseguir 238 asientos en la cámara baja y 110 en el Senado.
```

```

### Cámara de representantes

La victoria de la LND fue rotunda.

De los 440 asientos de la Cámara de representantes, 330 eran asignados mediante las elecciones y el resto estaban reservados a los militares. A fecha 20 de noviembre de 2015, con un escrutinio todavía no definitivo, el reparto de escaños era el siguiente:
|  | Partido                                             | Votos | % | Escaños | +/-  |
|  | --------------------------------------------------- | ----- | - | ------- | ---- |
|  | Liga Nacional para la Democracia                    |       |   | 255     | +218 |
|  | Partido de la Unión, la Solidaridad y el Desarrollo |       |   | 30      | -182 |
|  | Partido Nacional de Arakán                          |       |   | 12      | +4   |
|  | Liga de Nacionalidades Shan para la Democracia      |       |   | 12      | +12  |
|  | Organización Nacional Pa-O                          |       |   | 3       | -    |
|  | Partido Nacional Ta'Arng                            |       |   | 3       | +1   |
|  | Congreso para la Democracia Zomi                    |       |   | 2       | +2   |
|  | Partido para el Desarrollo Nacional Lisu            |       |   | 2       | +2   |
|  | Partido Democrático del Estado Kachin               |       |   | 1       | -    |
|  | Partido de la Democracia y la Unidad Kokang         |       |   | 1       | -    |
|  | Partido Democrático Wa                              |       |   | 1       | -1   |
|  | Independientes                                      |       |   | 1       | +1   |
|  | Reservados a las Fuerzas Armadas                    |       |   | 110     | -    |
|  | Elección cancelada                                  |       |   | 7       |      |
|  | Total                                               |       |   | 440     |      |

### Senado

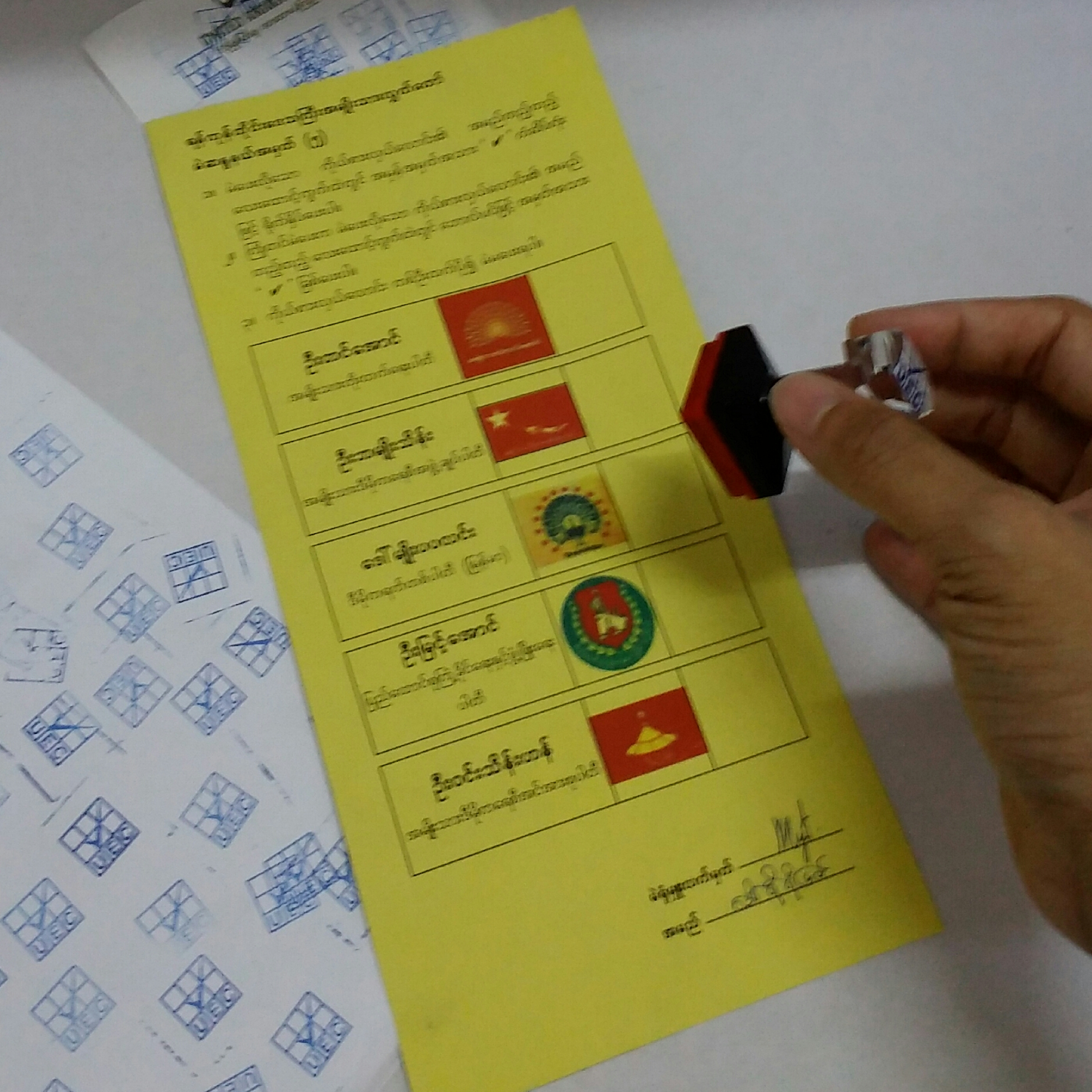
Papeleta electoral.

En la Cámara de las Nacionalidades o Senado la mayoría fue también para la opositora LND. El reparto de escaños quedó así:
|  | Partido                                             | Votos | % | Escaños | +/-  |
|  | --------------------------------------------------- | ----- | - | ------- | ---- |
|  | Liga Nacional para la Democracia                    |       |   | 135     | +130 |
|  | Partido de la Unión, la Solidaridad y el Desarrollo |       |   | 11      | -113 |
|  | Partido Nacional de Arakán                          |       |   | 10      | +4   |
|  | Liga de Nacionalidades Shan para la Democracia      |       |   | 3       | +2   |
|  | Congreso para la Democracia Zomi                    |       |   | 2       | +2   |
|  | Partido Nacional Ta'Arng                            |       |   | 2       | +2   |
|  | Partido Nacional Mon                                |       |   | 1       | +1   |
|  | Partido de Unidad Nacional                          |       |   | 1       | -4   |
|  | Organización Nacional Pa-O                          |       |   | 1       | +1   |
|  | Independientes                                      |       |   | 2       | +2   |
|  | Reservados a las Fuerzas Armadas                    |       |   | 56      | -    |
|  | Total                                               |       |   | 224     |      |

## Elección presidencial
Finalmente, el 15 de marzo de 2016 el Parlamento eligió presidente a Htin Kyaw, miembro de la Liga Nacional para la Democracia y considerado como persona de la máxima confianza de Aung San Suu Kyi. Kyaw obtuvo 360 votos de los 652 emitidos, con lo que superó al candidato de los militares, Mying Swe, que obtuvo 213 votos y fue elegido vicepresidente primero. Como vicepresidente segundo fue elegido Henry Van Thio, miembro de la LND perteneciente a la etnia chin y de religión cristiana, que obtuvo 79 votos.